# Agustín Joseph
Agustín Joseph (Tigre, Provincia de Buenos Aires; 11 de noviembre de 1991), es un piloto argentino de automovilismo. Inició su carrera deportiva compitiendo en la divisional Junior de la Top Race, donde debutó en el año 2018.
Sus primeros pasos los dio en el año 2017 compitiendo en la Copa Linea (sucesora zonal de la extinta Fiat Linea Competizione), para luego pasar a competir en la divisional menor de Top Race, categoría en la que debutó en el año 2018 y obtuvo el subcampeonato del año 2023, por detrás del eventual campeón Juan Cruz Roca. Luego del traspaso de esta categoría a la órbita de la Asociación Corredores de Turismo Carretera y su conversión en el Turismo Carretera Junior, continuó su carrera deportiva en esta categoría.
Entre sus relaciones personales, su abuelo fue Ricardo Félix Joseph, un exingeniero que trabajó en la división de competición de la General Motors de Argentina, logrando importantes títulos a nivel nacional. Por otra parte, su padre Ricardo Guillermo Joseph supo ser piloto de automovilismo en las categorías Turismo Nacional, TC 2000 y Turismo Carretera, logrando ser subcampeón en la Clase 2 del Turismo Nacional.

## Resumen de trayectoria
| Temporada | Categoría       | Equipo                 | Automóviles              | Carreras   | Victorias  | Podios     | Poles      | VR         | Puntos     | Pos.       |
| --------- | --------------- | ---------------------- | ------------------------ | ---------- | ---------- | ---------- | ---------- | ---------- | ---------- | ---------- |
| 2018      | Top Race Junior | Genérico               | Fiat Linea Junior        | 1          | 0          | 0          | 0          | 0          | 1.00       | 30.º       |
| 2019      | Top Race Junior | Hurlingham Competición | Mercedes-Benz CLA Junior | 1          | 0          | 0          | 0          | 0          | 5.00       | 27.º       |
| 2019      | Top Race Junior | Hurlingham Competición | Ford Mondeo Junior       | 3          | 1          | 0          | 0          | 0          | 0.00       | Inv.       |
| 2020      | Top Race Junior | SJ Racing              | Chevrolet Cruze Junior   | 2          | 0          | 1          | 0          | 0          | 15.00      | 26.º       |
| 2021      | Top Race Junior | SJ Racing              | Chevrolet Cruze Junior   | 1          | 0          | 0          | 0          | 0          | 4.00       | 27.º       |
| 2022      | Top Race Junior | SJ Racing              | Chevrolet Cruze Junior   | 12         | 1          | 5          | 0          | 1          | 179.00     | 4.º        |
| 2023      | Top Race Junior | SJ Racing              | Chevrolet Cruze Junior   | 12         | 1          | 11         | 0          | 1          | 203.00     | 2.º        |
| 2024      | Top Race Junior | SJ Racing              | Chevrolet Cruze Junior   | 10         | 2          | 6          | 2          | 3          | 189.00     | 4.º        |
| 2025      | TC Junior       | SJ Racing              | Chevrolet Camaro Jr.     | En disputa | En disputa | En disputa | En disputa | En disputa | En disputa | En disputa |
| Fuente:   | [ 5 ]           | [ 5 ]                  | [ 5 ]                    | [ 5 ]      | [ 5 ]      | [ 5 ]      | [ 5 ]      | [ 5 ]      | [ 5 ]      | [ 5 ]      |

## Resultados

### Top Race
| Temporada | Categoría       | Vehículo               | Equipo                 | Posición Final      |
| --------- | --------------- | ---------------------- | ---------------------- | ------------------- |
| 2018      | Top Race Junior | Fiat Linea Junior      | SDE Competición        | 30.º (1.00 punto)   |
| 2019      | Top Race Junior | Mercedes-Benz Junior   | Hurlingham Competición | 26.º (5.00 puntos)  |
| 2019      | Top Race Junior | Ford Mondeo Junior     | Hurlingham Competición | Invitado            |
| 2020      | Top Race Junior | Chevrolet Cruze Junior | SJ Racing              | 26.º (15 puntos)    |
| 2021      | Top Race Junior | Chevrolet Cruze Junior | SJ Racing              | 27.º (4.00 puntos)  |
| 2022      | Top Race Junior | Chevrolet Cruze Junior | SJ Racing              | 4.º (179.00 puntos) |
| 2023      | Top Race Junior | Chevrolet Cruze Junior | SJ Racing              | 2.º (203.00 puntos) |
| 2024      | Top Race Junior | Chevrolet Cruze Junior | SJ Racing              | 4.º (189.00 puntos) |

## Palmarés
| Título     | Categoría       | Marca/Modelo           | Temporada |
| ---------- | --------------- | ---------------------- | --------- |
| Subcampeón | Top Race Junior | Chevrolet Cruze Junior | 2023      |